# Villars-sous-Écot
Villars-sous-Écot é uma comuna francesa na região administrativa de Borgonha-Franco-Condado, no departamento de Doubs. Estende-se por uma área de 11,48 km². Em 2010 a comuna tinha 358 habitantes (densidade: 31,2 hab./km²).